# سن مارکوس (تگزاس)

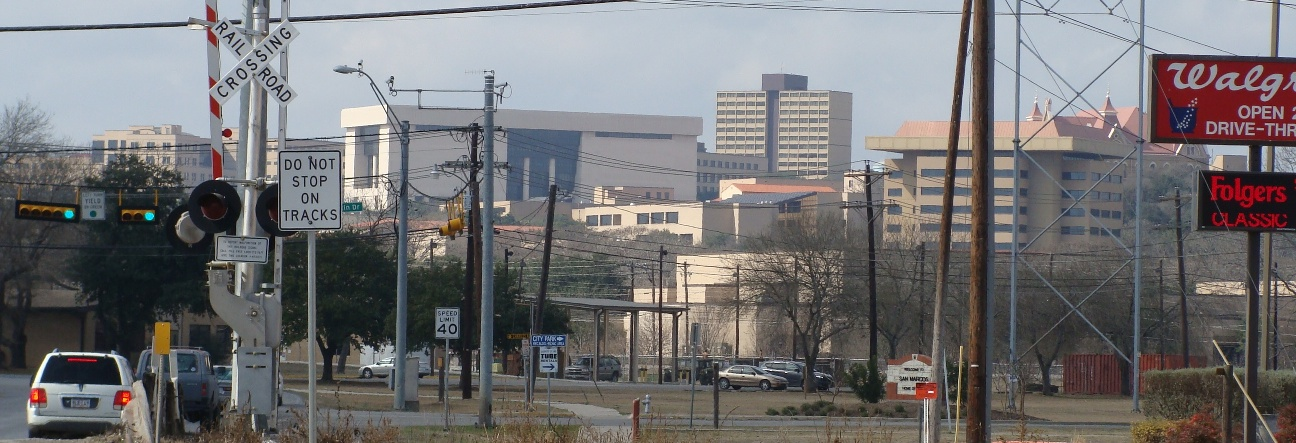

سن مارکوس (به انگلیسی: San Marcos) شهری است در ایالت تکزاس.
این شهر محل دانشگاه ایالتی تگزاس در سن مارکوس است.

## نگارخانه

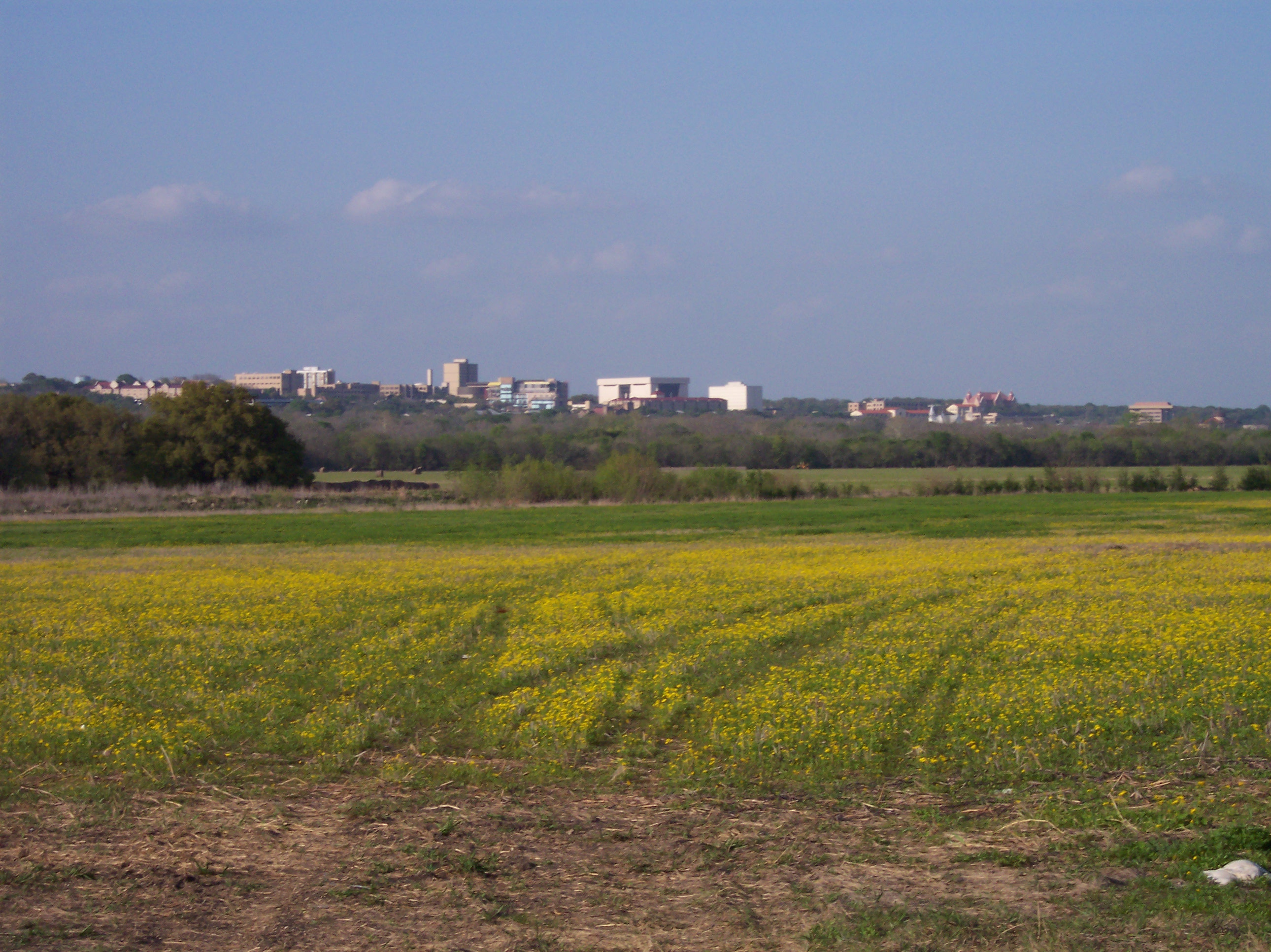
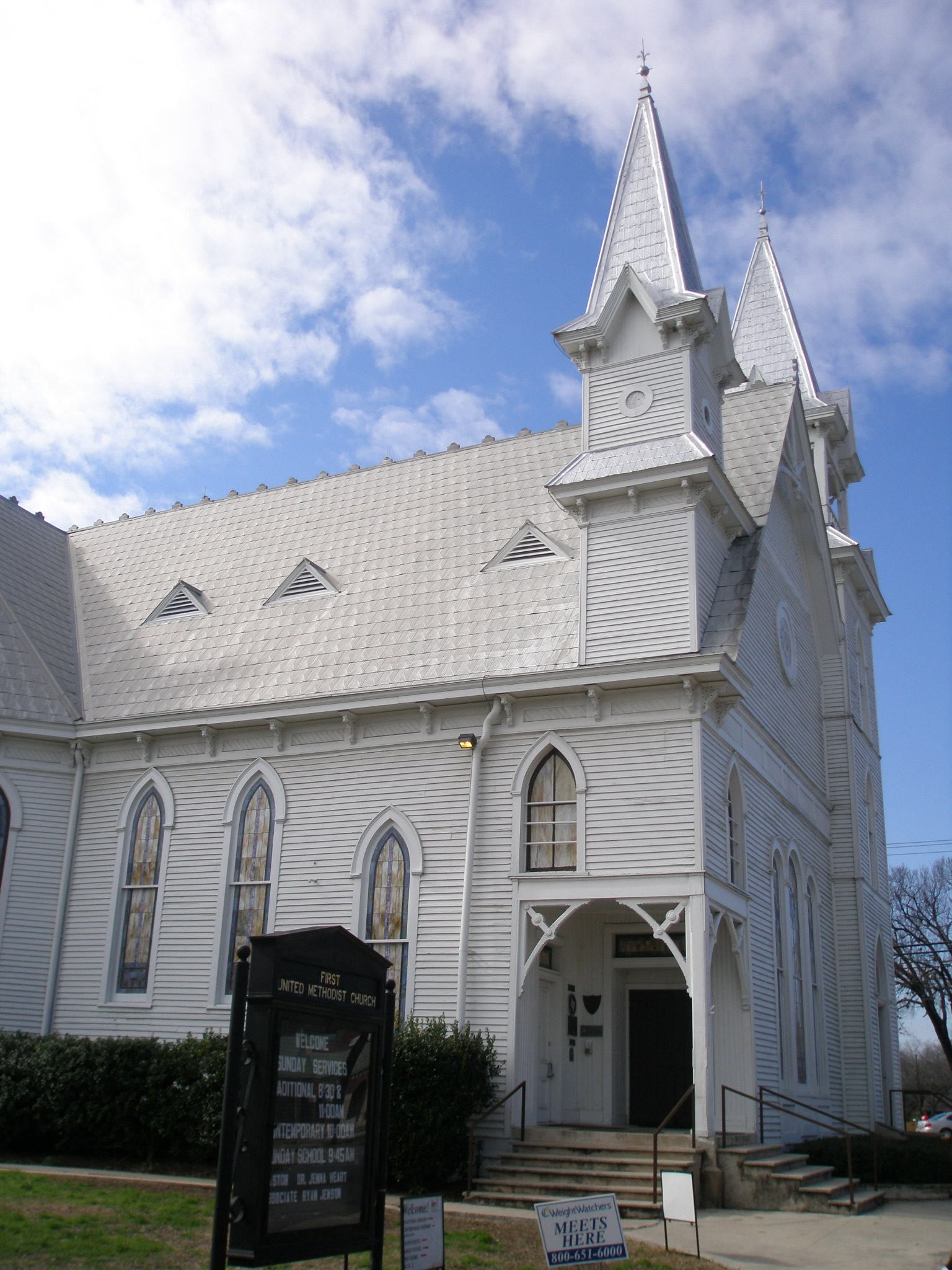
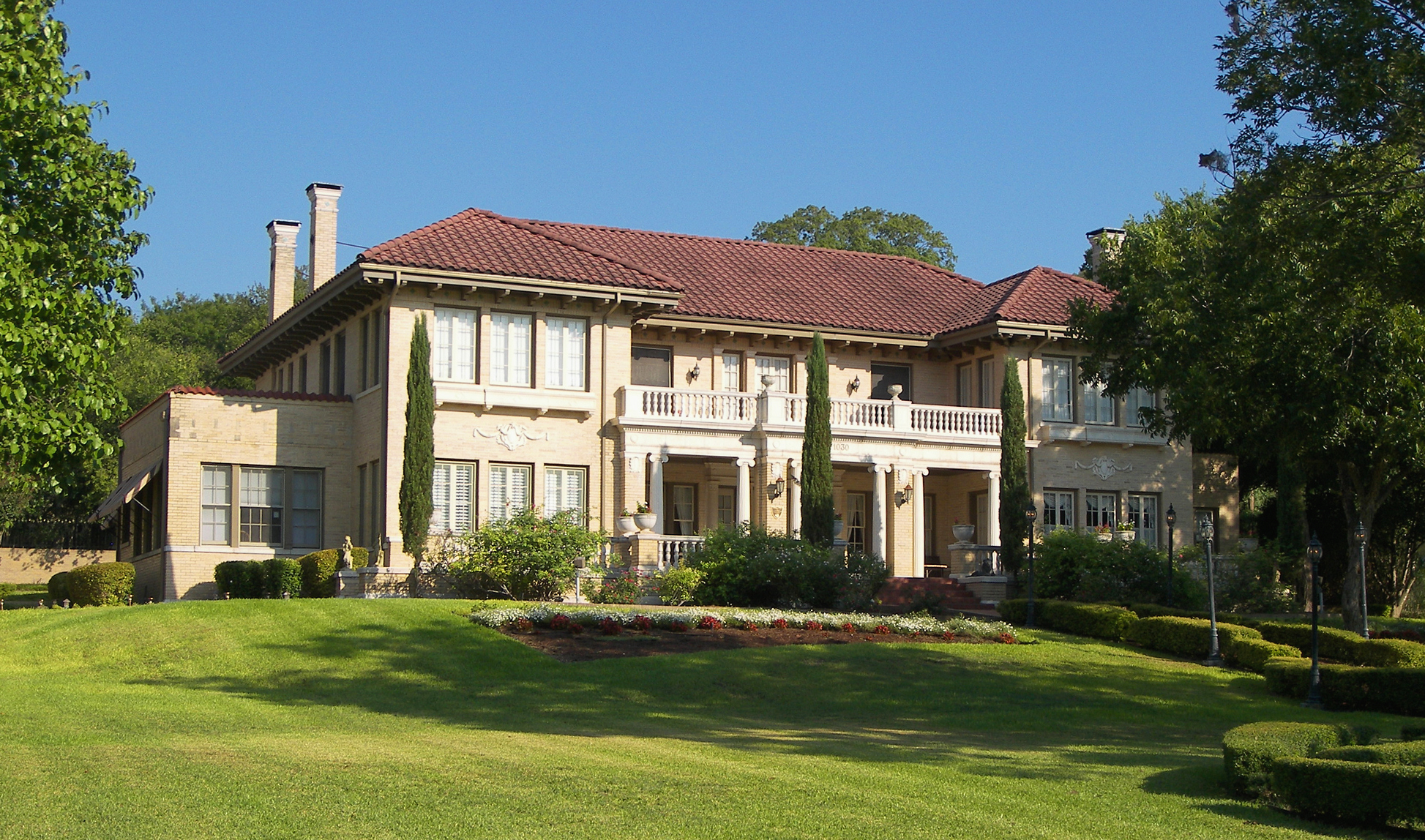
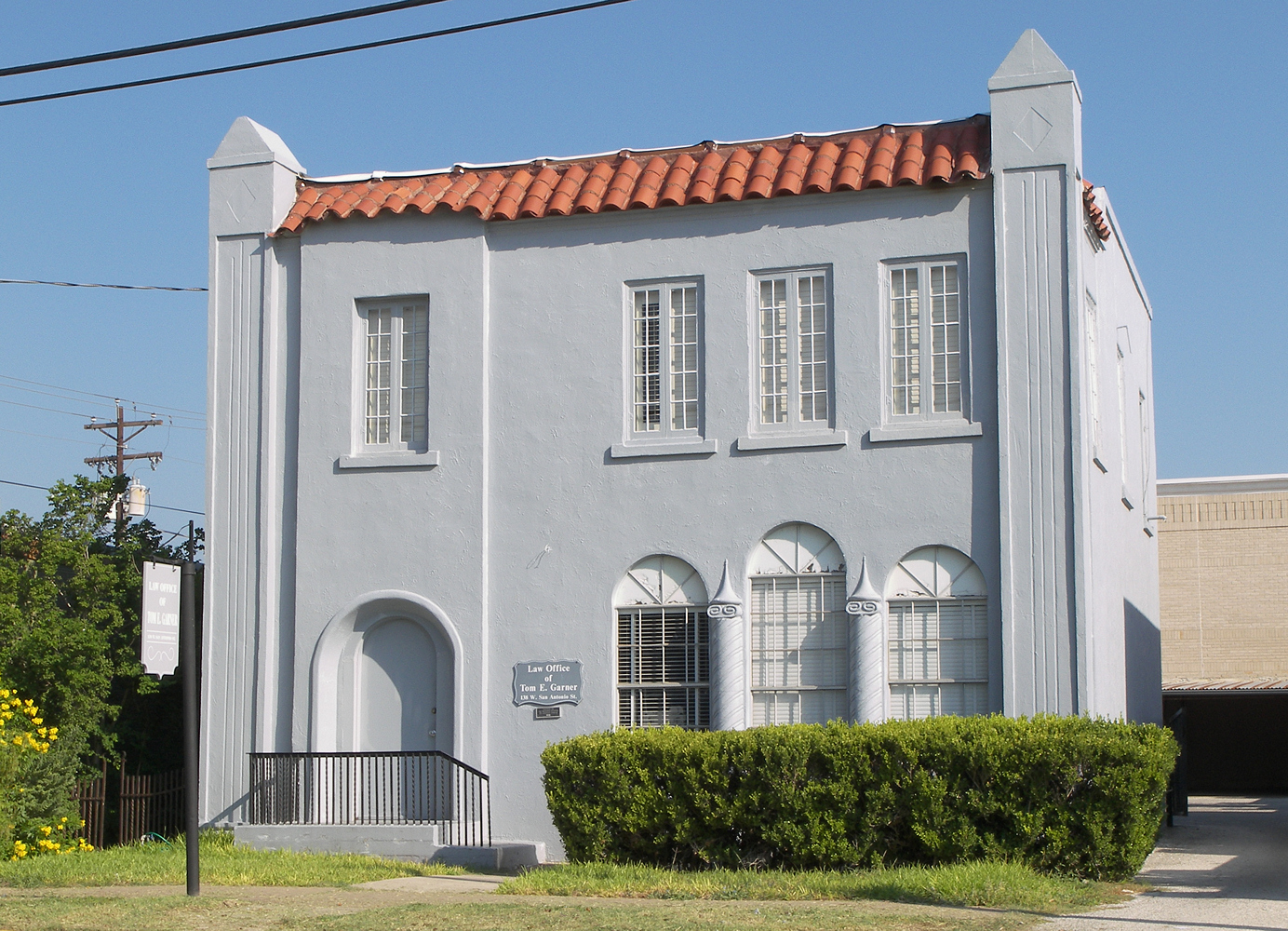
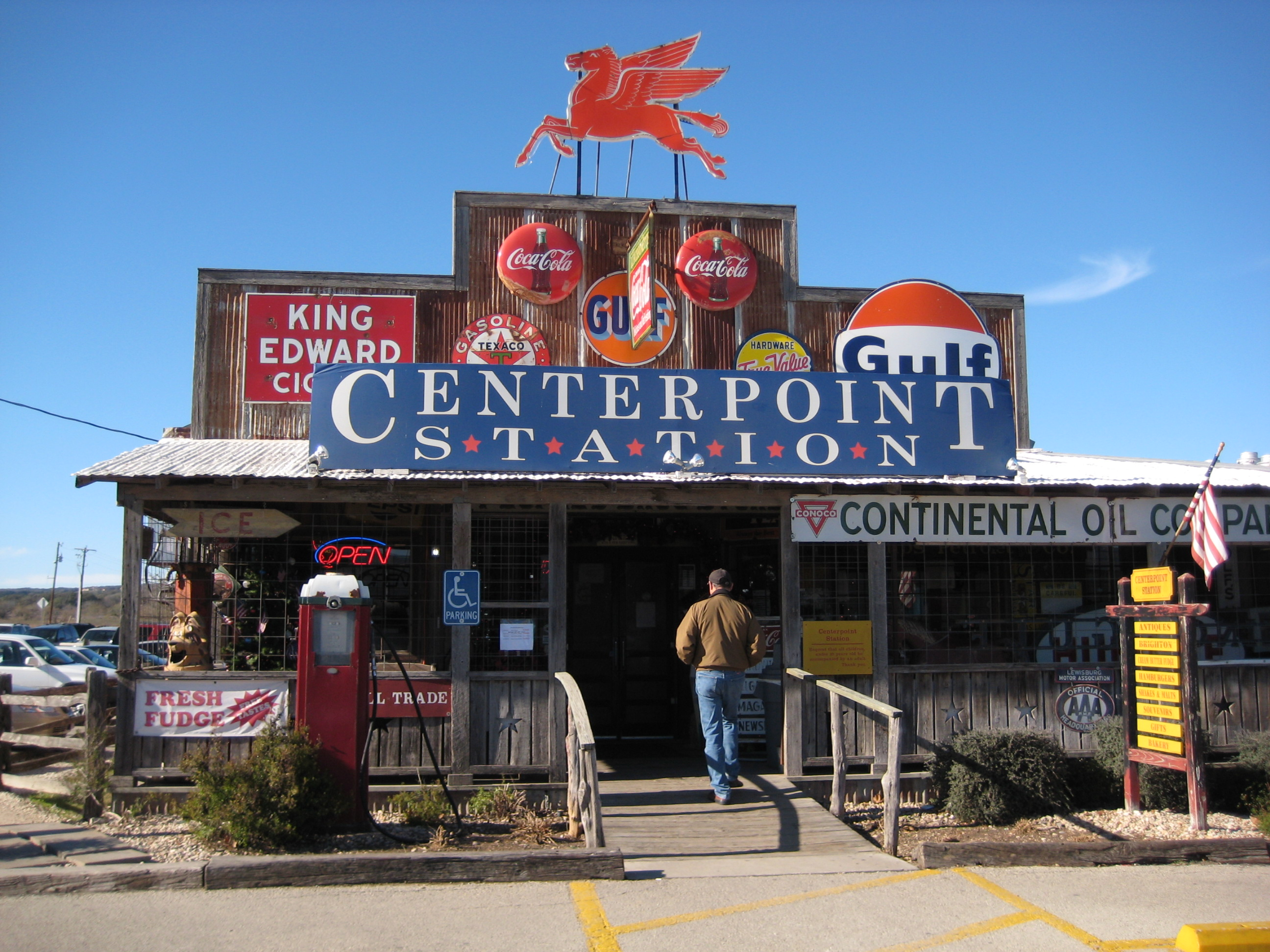
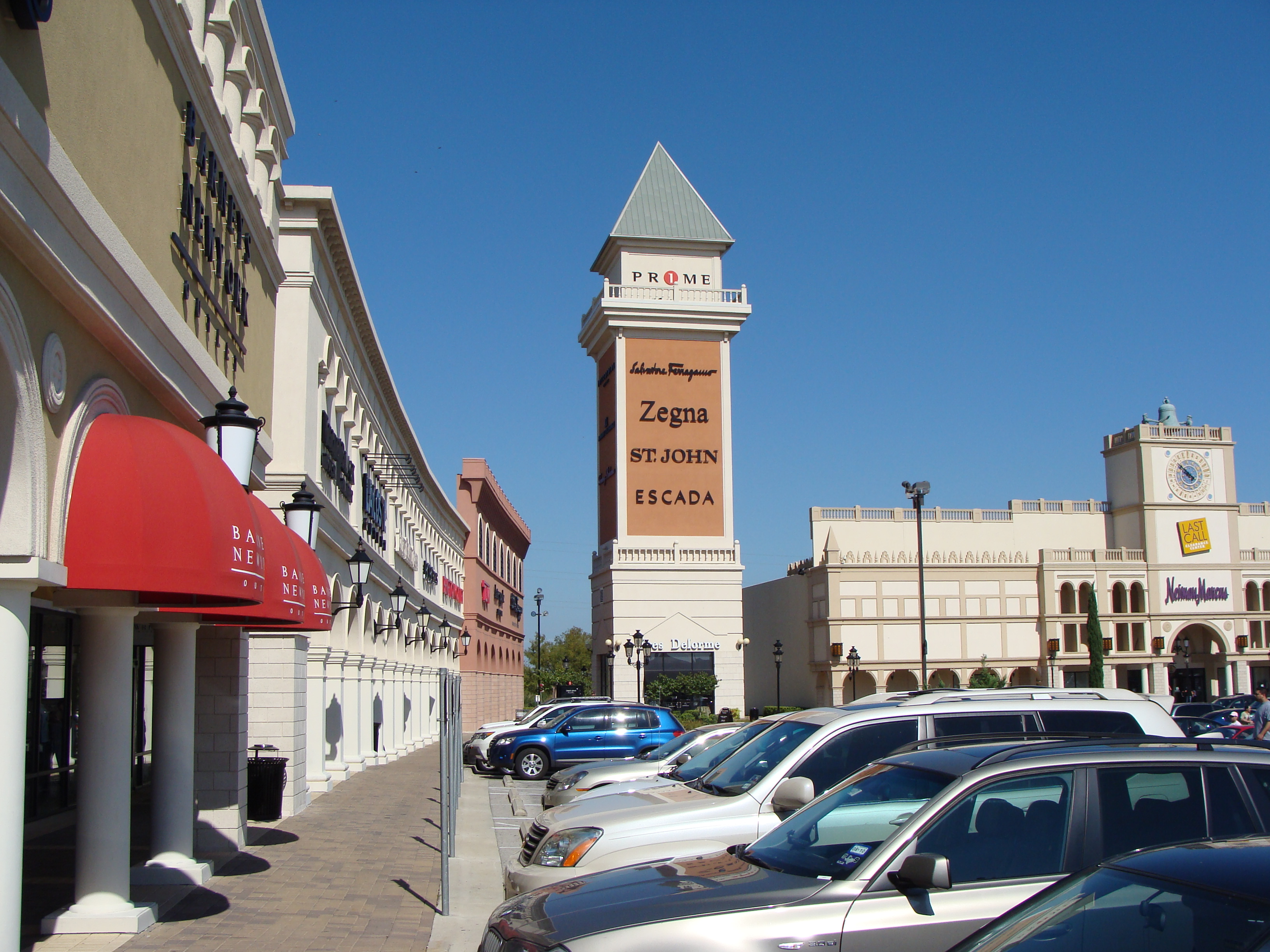
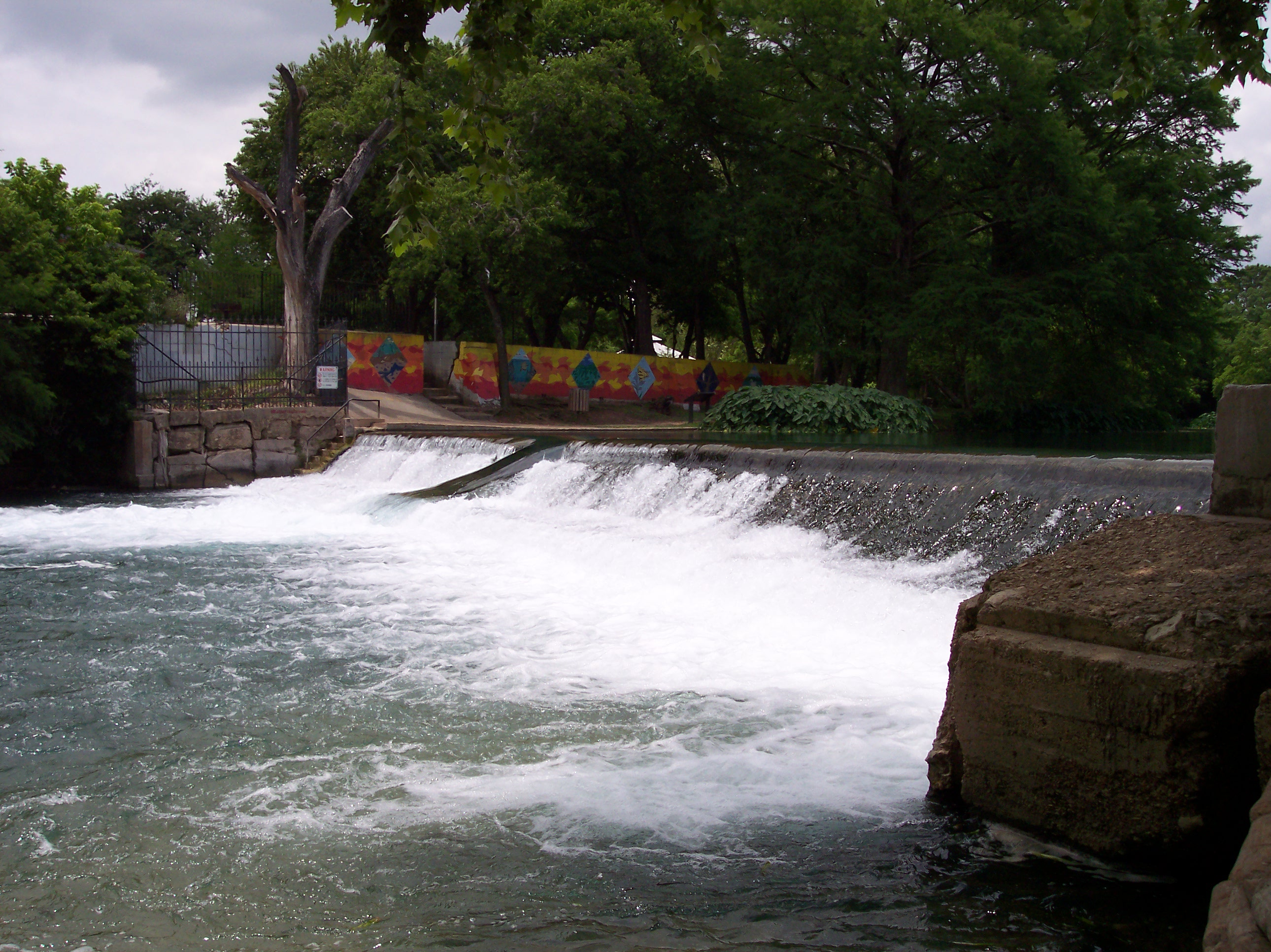